# Grewia glyphaeoides
Grewia glyphaeoides är en malvaväxtart som beskrevs av Henri Ernest Baillon. Grewia glyphaeoides ingår i släktet Grewia och familjen malvaväxter. Inga underarter finns listade i Catalogue of Life.